# Fatakshila
Fatakshila – gaun wikas samiti w środkowej części Nepalu  w strefie Bagmati w dystrykcie Sindhupalchowk. Według nepalskiego spisu powszechnego z 2001 roku liczył on 670 gospodarstw domowych i 3484 mieszkańców (1771 kobiet i 1713 mężczyzn).